# Port lotniczy Trollhättan-Vänersborg
Port lotniczy Trollhättan-Vänersborg (IATA: THN, ICAO: ESGT) – regionalny port lotniczy położony 5 kilometrów na północny wschód od Trollhättan, w Szwecji.

## Linie lotnicze i połączenia
| Linia lotnicza | Kierunek            |
| -------------- | ------------------- |
| NyxAir         | 1. Sztokholm-Bromma |